# Onneyn Tahi
Onneyn Tahi (* 1944; † 1998 in Ambae) war vom 12. bis 30. Januar 1989 amtierender Präsident von Vanuatu.
Tahi, der überwiegend der sozialistischen Partei „Vanua‘aku Party (VP)“ angehörte, war einer der Unterzeichner der Unabhängigkeitserklärung von 1980. Am 12. Januar 1989 folgte er Ati George Sokomanu als Präsident bis zur Übernahme der Präsidentschaft durch Frederick Karlomuana Timakata am 30. Januar 1989. Davor war er unter anderem Land- und Forstwirtschaftsminister.
Nach seiner kurzzeitigen Präsidentschaft war er später noch Präsident der Gesetzgebenden Versammlung (Legislative Assembly), Erziehungsminister sowie Finanzminister. 1994 gehörte er zu den Gründern einer Abspaltung von der VP, der People's Democratic Party, kehrte aber 1997 vor den Parlamentswahlen im folgenden Jahr zur VP zurück. Er verstarb kurz vor der Wahl an den Folgen eines Autounfalls auf der Insel Ambae.